# Linia kolejowa Olecko – Kruklanki
Linia kolejowa Olecko – Kruklanki – zlikwidowana w 1945 roku normalnotorowa linia kolejowa łącząca stację Olecko ze stacją Kruklanki.

## Zobacz też

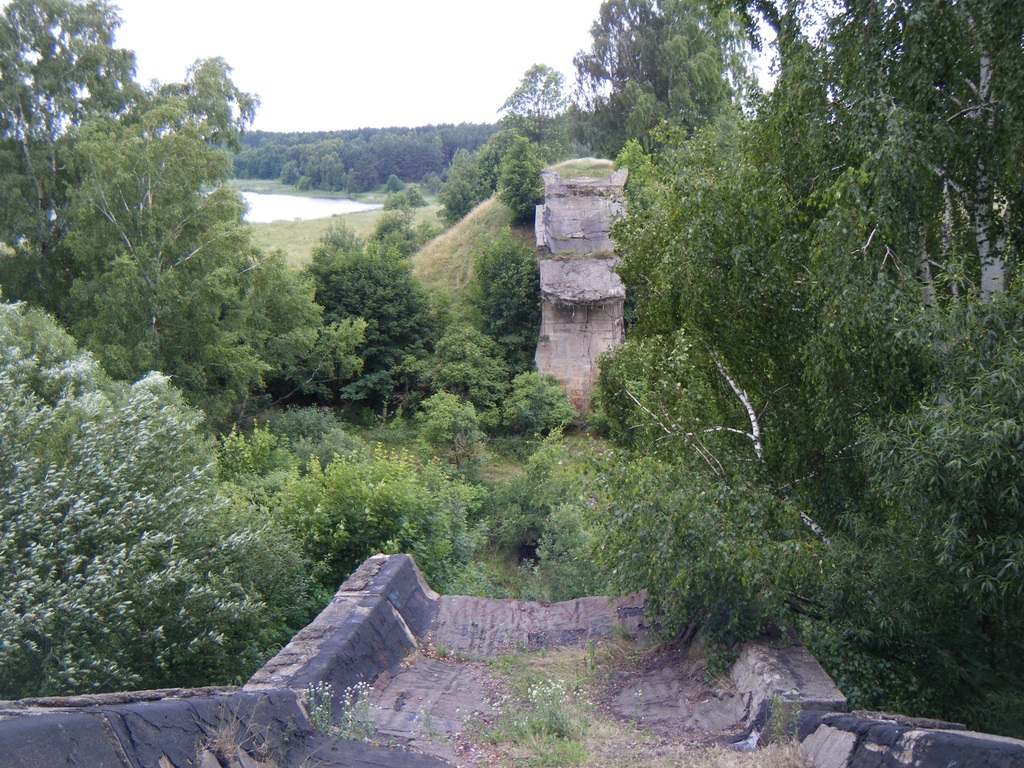
"Zwalony most" pod Kruklankami

## Historia
Linia została otwarta w 15 września 1908 roku. Nosiła nazwę "Marggrabowa - Kruglanken". Rozstaw szyn wynosił 1435 mm. W 1945 roku nastąpiła fizyczna likwidacja linii.